# 磯谷奏汰
磯谷 奏汰（いそがい そうた、2001年2月14日 - ）は、長野県軽井沢町出身のプロアイスホッケー選手。アジアリーグアイスホッケーのレッドイーグルス北海道に所属している。
弟は磯谷建汰。

## 経歴
幼少時からアイスホッケーを始め、北佐久郡軽井沢町の軽井沢バッファローズ、埼玉県の埼玉ウォーリアーズに所属。
中学生の時にロシアへ渡航。その後オーストリアのOkanagan HC Europeに所属。
その後、アメリカ合衆国へ渡り、ノースアイオワ・ブルズに所属、メーソン・シティー・トロスにも所属した。
明聖高等学校WEBコース卒業。

### ひがし北海道クレインズ時代
2022年に日本へ帰国し、ひがし北海道クレインズに入団。同年リーグにて新人賞を受賞。
オフの2023年4月に給料が未払いであることを理由に退団。

### アイスバックス時代
2023年6月16日にH.C.栃木日光アイスバックスへ入団。クレインズから離脱した選手としては初の移籍となった。
2023-20254シーズンは2023年9月17日に本拠地である栃木県立日光霧降アイスアリーナでの東北フリーブレイズとの開幕戦で移籍後初出場。2ゴールを決める活躍を見せた。シーズン中の10月31日に11月に苫小牧市にて実施されたアイスホッケー男子日本代表の国内合宿の参加メンバーにチームメイト8名と共に、に選出された。また、12月に開催された第91回全日本アイスホッケー選手権大会にもアイスバックスの選手として参加。アイスバックスは優勝を果た、磯谷自信も優勝を経験することになった。2024年1月16日には苫小牧市のnepiaアイスアリーナと安平町の安平町スポーツセンターにて実施されたアイスホッケー男子日本代表の国内合宿の参加メンバーに選出された。1月29日にハンガリーのブダペストで開催されたミラノ・コルティナダンペッツォオリンピックの3次予選と事前合宿の参加メンバーに選出された。
オフの2024年4月8日に安平町の安平町スポーツセンターで開催されたアイスホッケー男子日本代表の選考合宿に参加するメンバーに選出された。4月16日にイタリアのボルツァーノで開催された2024 IIHF 男子世界選手権 ディビジョンI グループAの日本代表に選出された。5月28日にアイスバックスと契約を更新した。
2024年-25年シーズンはシーズン開幕前の2024年7月1日に苫小牧市のnepiaアイスアリーナでのアイスホッケー男子日本代表の代表選考合宿に招集された。8月1日にデンマークのオールボーで開催されるミラノ・コルティナダンペッツォオリンピックの最終予選と事前合宿の日本代表に選出された。

## 家族
弟の磯谷建汰もアイスホッケーをプレーしておりアメリカ合衆国のジュニア最高峰リーグであるUSHLのヤングスタウン・ファントムズにてClark Cupで優勝をしている。

## 詳細情報

### 表彰
- 新人王（2022-2023）

### 背番号
- 14（2022-2023）

### 代表歴
- 2026年ミラノ・コルティナダンペッツォオリンピック3次予選日本代表（2024年）
- 2024 IIHF 男子世界選手権 ディビジョンIグループA 日本代表
- 2026年ミラノ・コルティナダンペッツォオリンピック最終予選日本代表（2024年）
- 第9回アジア冬季競技大会(2025／ハルビン)
- 2025 IIHF 男子世界選手権 ディビジョンIグループA 日本代表